# DSA-613
La DSA-613 es una carretera perteneciente a la Red Secundaria de la Diputación Provincial de Salamanca que une las localidades de Arcediano y Tardáguila.

## Origen y Destino
La carretera  DSA-613  tiene su origen en el casco urbano de Arcediano, y termina en el casco urbano de Tardáguila formando parte de la Red de carreteras de Salamanca.